# Heterochelus suspectus
Heterochelus suspectus är en skalbaggsart som beskrevs av Karl Henrik Boheman 1860. Heterochelus suspectus ingår i släktet Heterochelus och familjen Melolonthidae. Inga underarter finns listade i Catalogue of Life.